# Phasianus colchicus
El faisán común o faisán vulgar (Phasianus colchicus) es una especie de ave galliforme de la familia Phasianidae originaria del Asia templada, aunque se encuentra ampliamente distribuida por haber sido introducida en diversas partes del mundo con fines cinegéticos. En su medio natural viven en las praderas y los bosques abiertos.

## Descripción

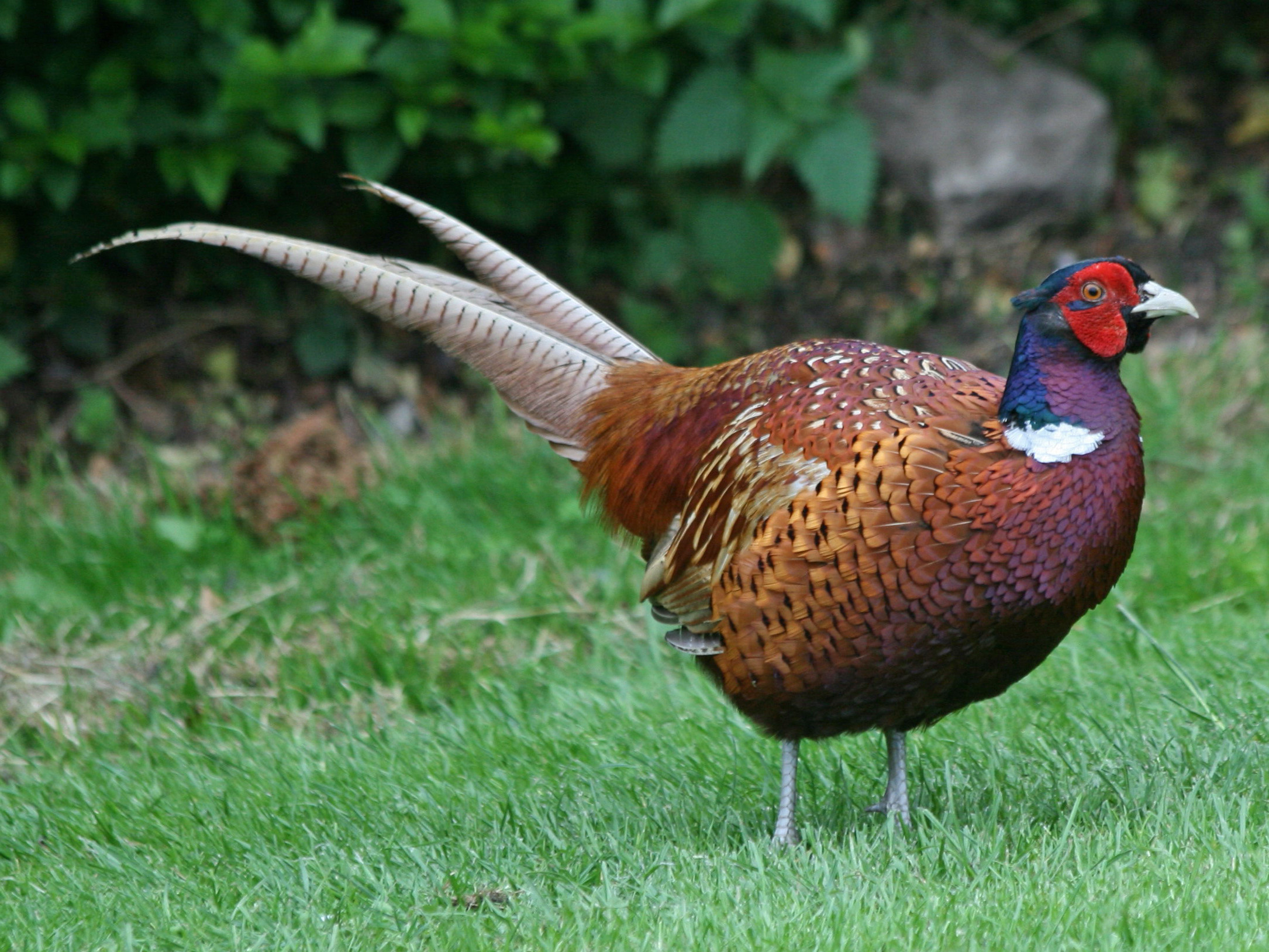
Los machos tienen el plumaje más colorido y la cola más larga.

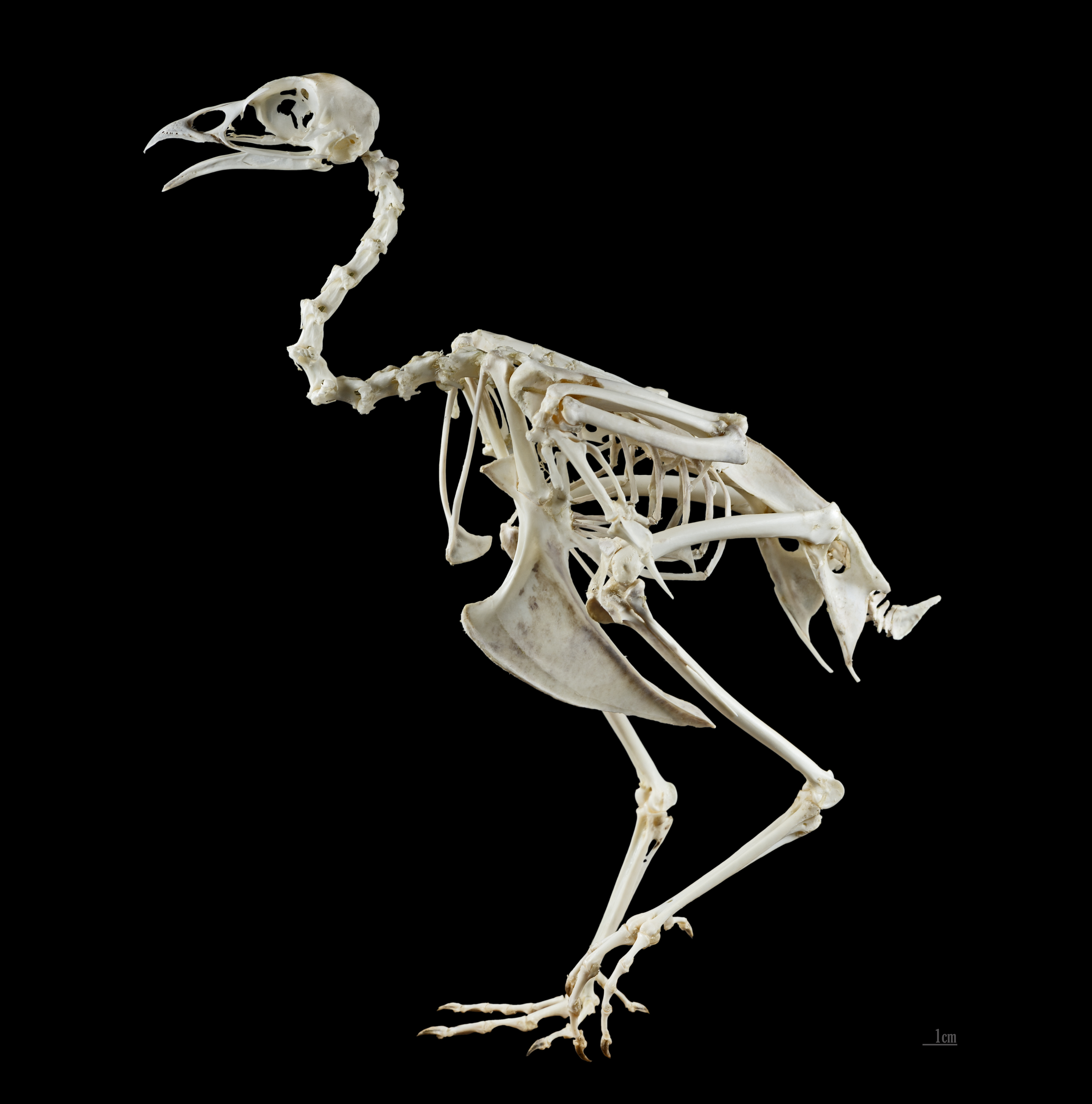
Esqueleto de Phasianus colchicus.

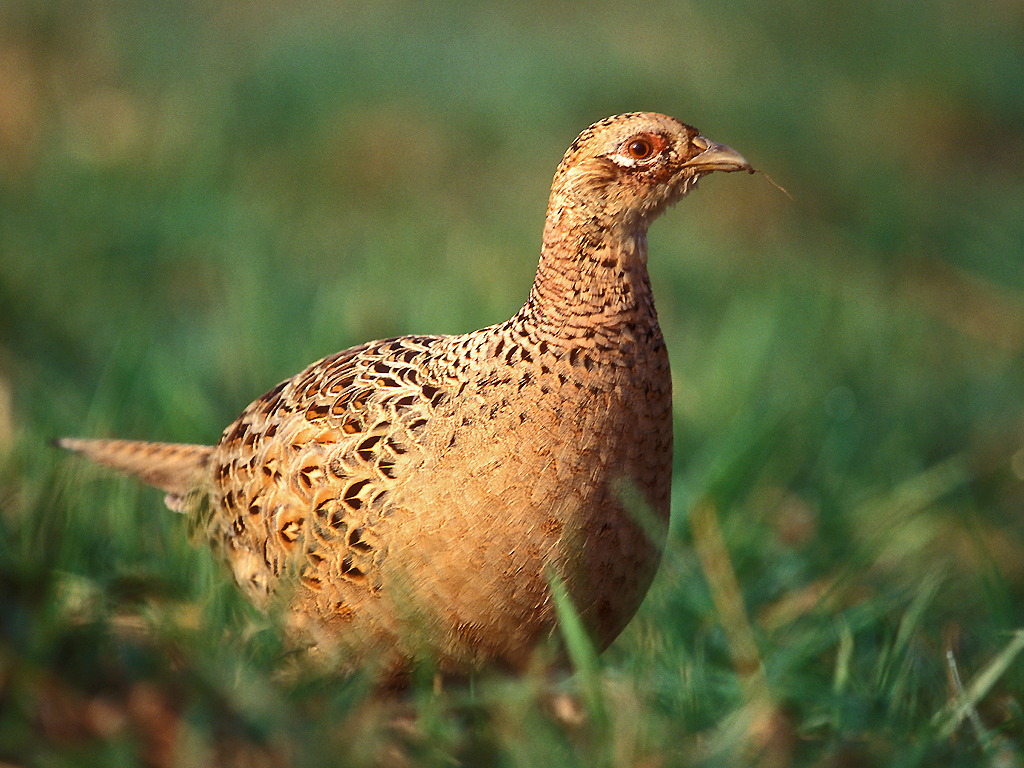
Hembra de tonos amarillentos aunque la mayoría son parduzcas.

Los faisanes son aves de tamaño considerable y cola larga. Presentan un marcado dimorfismo sexual tanto en color del plumaje como en el tamaño. Su peso oscila entre los 0,5 y 3 kg, con una media en los machos de 1,2 kg, y 0,9 kg en las hembras. Existen numerosas subespecies que se distinguen en coloración y tamaño.
El macho adulto de la subespecie nominal, Phasianus colchicus colchicus mide de 60 a 89 cm, de los cuales más de la mitad corresponden a su larga cola marrón con listas negras. El plumaje de su cuerpo es principalmente cobrizo con brillos iridiscentes violáceos, rojos y dorados, y con los bordes de las plumas negros que le dan un aspecto escamado. También presenta estrías de tonalidad violeta oscuro y verdes, cierto moteado blanco en las partes superiores. Su cabeza y cuello son de color verde negruzco con brillos metálicos azules y morados. La mayor parte de su rostro está cubierta por una carúncula roja y presenta un pequeño penacho dirigido hacia atrás. P. c. colchicus carece la lista blanca que rodea la parte inferior del cuello de otras subespecies. Su obispillo es de color pardo, pero en otras subespecies la tonalidad varía llegando a ser grisáceos. La hembra tiene una coloración mucho más discreta, de tonos parduzcos con estrías oscuras. Mide entre 50 y 63 cm de largo, incluida su cola de hasta 20 cm. Los juveniles tienen un aspecto similar al de las hembras, aunque con la cola más corta, hasta que a los jóvenes machos les empiezan a crecer las coloridas y características plumas de los machos en el pecho, cabeza y espalda a las diez semanas de su nacimiento.
Existen muchas variedades en el plumaje de los machos, que oscila del casi blanco al casi negro. Los ejemplares naturalizados en Europa, Norteamérica y Australia son híbridos de diversas variedades subespecie y con el faisán verde, que antes se consideraba una subespecie de faisán común y cuyos híbridos son fértiles. Además hay varias mutaciones de color que se encuentran comúnmente en estas poblaciones, principalmente melánicas (negras) y flavisticas (amarillentas).

## Taxonomía
Esta especie se fue descrita científicamente por Carlos Linneo en su obra Systema naturae de 1758 con su nombre científico actual, como especie tipo del género Phasianus. El faisán común era tan distinto a cualquier otra especie para Linneo que su descripción se redujo a un lacónico «rufus, capîte caeruleo»  —rojizo con cabeza azul—. Sin embargo había sido objeto de discusión extensa en obras anteriores a que Linneo estableciera su clasificación binomial. Sus fuentes fueron Ornithologia de Ulisse Aldrovandi, Uccelliera de Giovanni Pietro Olina, Synopsis methodica Avium & Piscium de John Ray, y A natural history of the birds de Eleazar Albin. En ellas, el núcleo de los textos de ornitología de la época, esta especie se denominaba simplemente «el faisán» en el idioma de cada libro. Linneo situó la localidad tipo como «África, Asia». Sin embargo esta especie no se encontraba en África, salvo las zonas costeras del Mediterráneo donde había sido introducida quizás durante el Imperio romano. Posteriormente se fijó su localidad tipo en el río Rioni —conocido como Phasis por los antiguos griegos—.
Tanto los nombres del género, familia, como el nombre vulgar —Phasianus, Phasianidae, faisán— tienen su origen en ese río Phasis, donde Viaje de ida a la Cólquida|Jasón y los Argonautas nombraron por primera a estas aves y en donde, según la tradición, fueron capturadas para ser introducidas en numerosos territorios posteriormente. Así, en el siglo XII aparece en Francia la palabra fesan, que origina todos los vocablos europeos de «faisanes». El epíteto específico, colchicus —de Cólquida—, se refiere a la región occidental de la actual Georgia, por lo que el binomio dado por Linneo es una semi tautonomía. Las aves procedentes de esta región transcaucásica constituyeron la mayor parte de las poblaciones introducidas en Europa hasta la época moderna.

### Subespecies

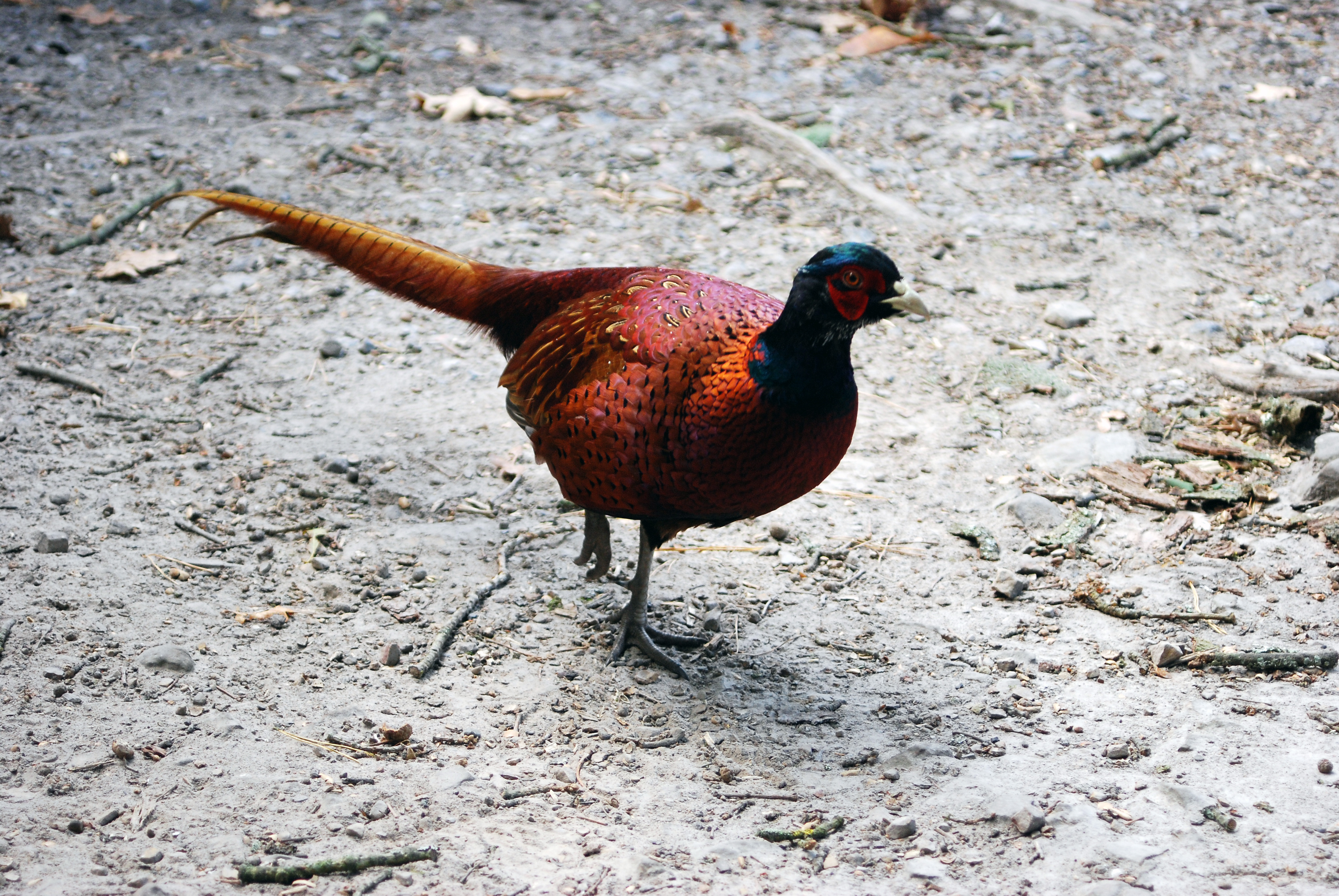
Los machos de la subespecie nominal originaria del Caucaso no tienen collar blanco.

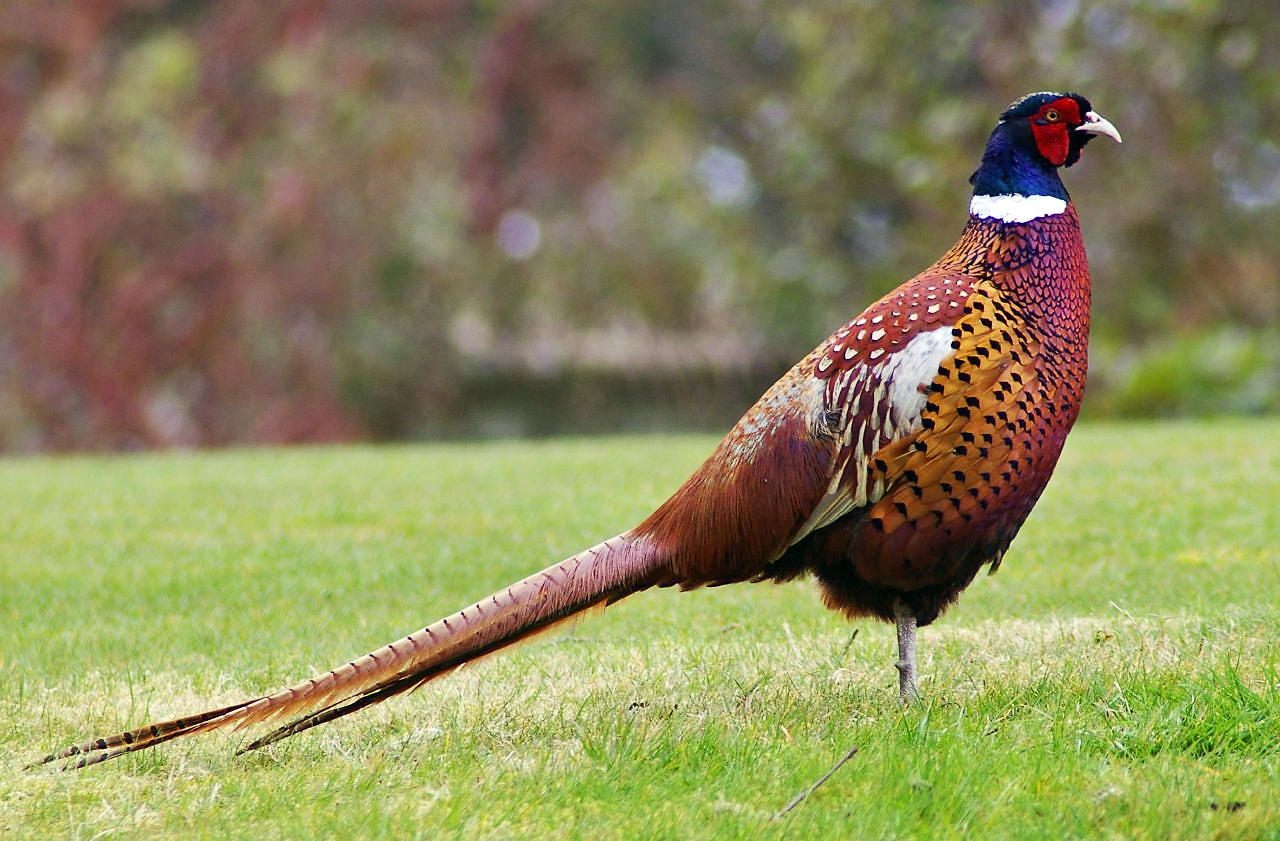
Macho de la variedad de Mongolia.

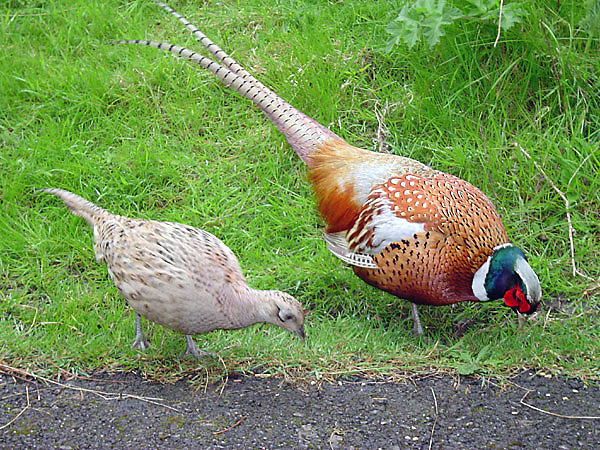
En la variedad china las hembras son más claras (izquierda) y los machos tienen obispillo y píleo grisáceos (derecha).

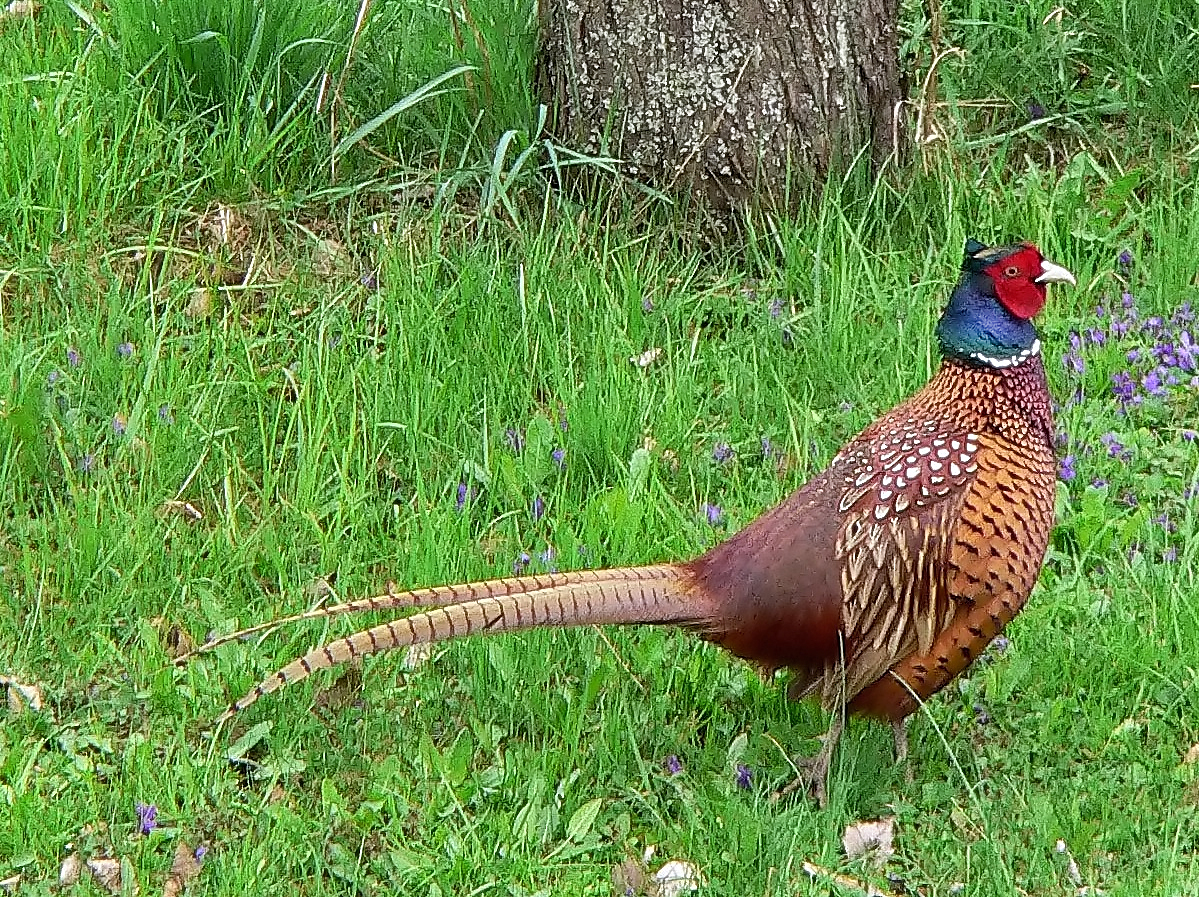
Macho híbrido de las variedades de Mongolia y del Caucaso, en Europa.

Se reconocen treinta subespecies distribuidas en cinco grupos. Se identifican por el plumaje del macho, principalmente por la presencia o ausencia de la lista blanca del cuello, el color del obispillo y la base de la cola y de las coberteras de las alas. Como se mencionó anteriormente las poblaciones introducidas de nuestra época son el resultado de la mezcla de varias razas en diversas proporciones, y difieren según los linajes usados para la introducción y la selección natural producida para adaptarse al clima y hábitat de la zona.
A veces se ha separado a esta especie en faisanes comunes de Asia central y occidental y faisanes con collar del este de Asia, separados, grosso modo, por las regiones montañosas y áridas de Turquestán. Aunque las poblaciones occidentales y orientales probablemente estuvieron completamente separados durante la última glaciación, cuando los desiertos eran más extensos, esta separación no fue lo suficientemente prolongada para que se produjese una especiación real. Actualmente la mayor variedad de patrones de color se encuentra donde se mezclan las poblaciones orientales y occidentales, como era de esperar. Las hembras de los distintos grupos generalmente no pueden diferenciarse por su aspecto con certeza.
Los grupos de subespecies, del oeste al este, son:
- Grupo de Phasianus colchicus colchicus – variedades del Cáucaso al oeste de Turquestán.

No tienen collar blanco en el cuello. Sus coberteras son varía del color crema al pardo, y las coberteras de la parte superior de la cola y obispillo varían del rojizo claro al castaño.
- Grupo de Phasianus colchicus chrysomelas/principalis – variedades de alas blanca del centro de Turquestán.

Sin collar blanco o vestigial. Presentan coberteras de las alas blancas y el plumaje corporal de tonos broncíneos a castaños.
- Grupo de Phasianus colchicus mongolicus – variedades del noreste de Turquestán y regiones adyacente de Mongolia.

Lista blanca del cuello ancha. Tienen las coberteras de las alas, la parte superior de la cola y obispillo de rojizos a castaños, y el plumaje corporal cobrizo.
- Grupo de Phasianus colchicus tarimensis - variedad del sureste de Turquestán alrededor de la cuenca del Tarim.

Sin lista blanca del cuello o vestigial. Tiene coberteras de las alas que varían del crema al pardo, y las coberteras de la parte superior de la cola va del color kaki oscuro al oliva claro.
- Grupo de Phasianus colchicus torquatus – variedades de China hasta el estrecho de Tartaria por el norte y el norte de Vietnam por el sur y Taiwán por el este. La mayoría de los faisanes introducidos en Norteamérica pertenecen a este grupo.

Generalmente con lista del cuello ancha. El color de sus coberteras de las alas oscila del castaño claro al gris claro (casi blanco en algunos), y el color las coberteras su obispillo va del gris al azulado y tienen las puntas anaranjadas. Su píleo es gris claro.
Las treinta subespecies de Phasianus colchicus que se reconocen actualmente son:
| Phasianus colchicus septentrionalis |  | norte del Cáucaso                                                          |
| Phasianus colchicus colchicus       |  | este de Georgia a noreste de Azerbaiyán, sur de Armenia y noroeste de Irán |
| Phasianus colchicus talischensis    |  | sureste de Transcaucasia                                                   |
| Phasianus colchicus persicus        |  | suroeste de Transcaspia                                                    |
| Phasianus colchicus turcestanicus   |  | Kazajistán (valle del río Syrdar'ya)                                       |
| Phasianus colchicus mongolicus      |  | noreste de Turquestán ruso                                                 |
| Phasianus colchicus principalis     |  | sur de Turquestán ruso y norte de Afganistán                               |
| Phasianus colchicus chrysomelas     |  | Turquestán (curso alto del río Amudar'ya)                                  |
| Phasianus colchicus zerafschanicus  |  | sur de Uzbekistán (valles de Bujará y Zerafshan)                           |
| Phasianus colchicus zarudnyi        |  | Turquestán (valles del Amudar'ya central)                                  |
| Phasianus colchicus bianchii        |  | Turquestán (delta del Amudar'ya )                                          |
| Phasianus colchicus shawii          |  | Turquestán chino                                                           |
| Phasianus colchicus tarimensis      |  | este y centro del Turquestán chino                                         |
| Phasianus colchicus hagenbecki      |  | noroeste de Mongolia                                                       |
| Phasianus colchicus edzinensis      |  | sur y centro de Mongolia                                                   |
| Phasianus colchicus satschuensis    |  | China (extremo oeste de Gansu)                                             |
| Phasianus colchicus vlangallii      |  | China (norte de Qinghai)                                                   |
| Phasianus colchicus alashanicus     |  | centro-norte de China (montes Alaschan)                                    |
| Phasianus colchicus sohokhotensis   |  | centro-norte de China (oasis de Sohokhoto y Qilian Shan)                   |
| Phasianus colchicus pallasi         |  | sureste de Siberia y noreste de China                                      |
| Phasianus colchicus karpowi         |  | noreste de China (sur de Manchuria y Liaoning) a Corea                     |
| Phasianus colchicus kiangsuensis    |  | noreste de China (norte de Shanxi y Shaanxi) al sureste de Mongolia        |
| Phasianus colchicus strauchi        |  | China central (sur de Shaanxi y sur de Gansu)                              |
| Phasianus colchicus suehschanensis  |  | oeste y centro de China (noroeste de Sichuan)                              |
| Phasianus colchicus elegans         |  | oeste y centro de China (oeste de Sichuan)                                 |
| Phasianus colchicus decollatus      |  | China central (de Sichuan a Liaoning, noreste de Yunnan y Guizhou)         |
| Phasianus colchicus torquatus       |  | este de China (Shandong) a la frontera de Vietnam                          |
| Phasianus colchicus rothschildi     |  | suroeste de China (este de Yunnan) y norte de Vietnam                      |
| Phasianus colchicus takatsukasae    |  | sur de China y norte de Vietnam                                            |
| Phasianus colchicus formosanus      |  | Taiwán                                                                     |

## Comportamiento

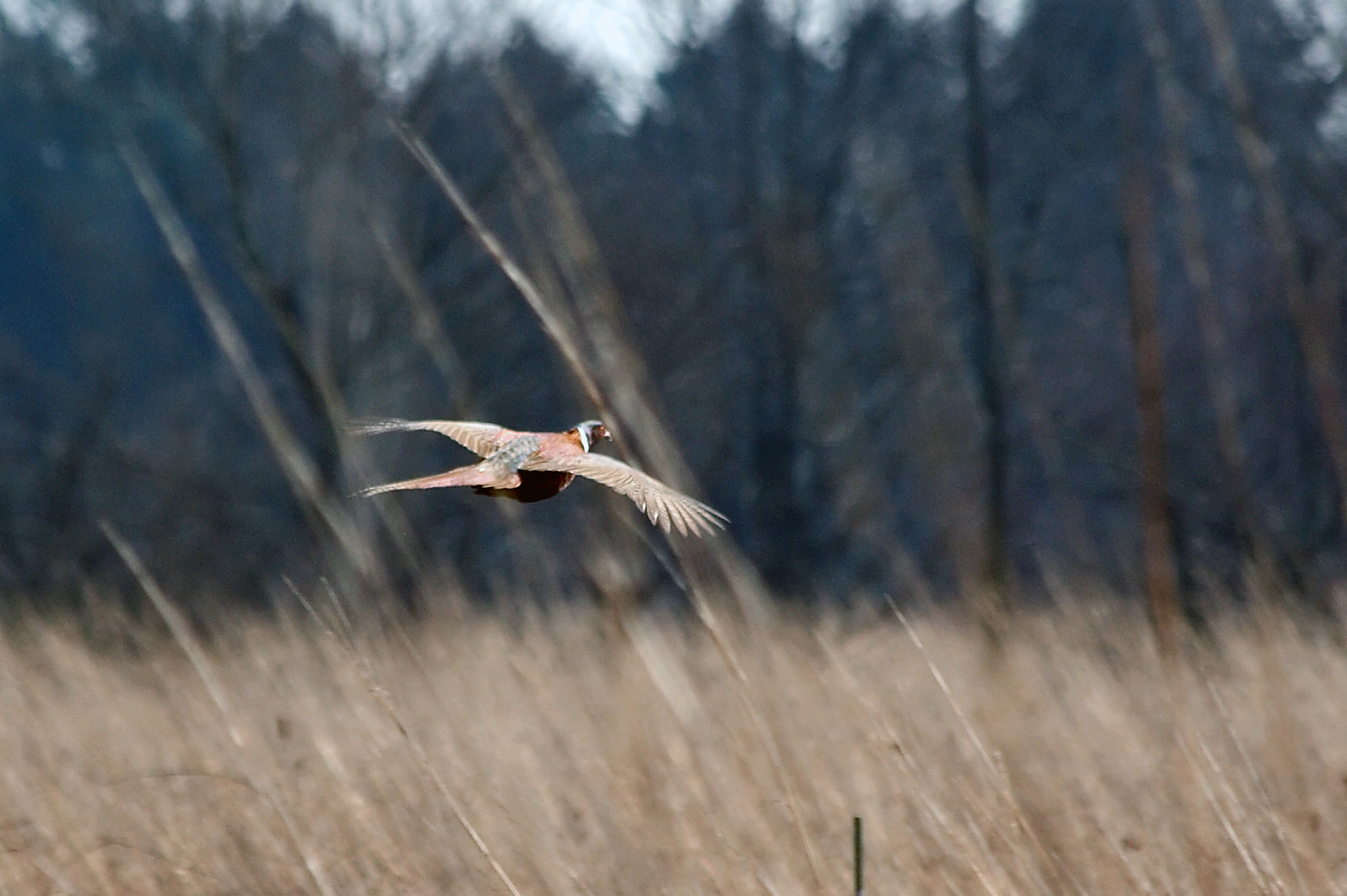
Aunque son principalmente terrestres vuelan cuando se sienten amenazados.

Los faisanes comunes son aves gregarias que fuera de la estación de cría se unen a bandadas transitorias. Aunque son capaces de volar cortas distancias, prefieren andar y correr. Si se les asusta pueden alzar repentinamente el vuelo con un ruidoso batir de alas y emitiendo llamadas de alarma de tipo kok kok kok para alertar a sus congéneres. Su velocidad de vuelo es de solo 43-61 km/h cuando se desplazan pero pueden llegar hasta los 90 km/h si están en peligro. Donde son cazados se muestran esquivos una vez que asocian a los humanos con el peligro, y rápidamente se esconden al oír a las partidas de caza.
Los faisanes solo se alimentan en el suelo, pero duermen protegidos en los árboles por la noche. Se alimentan de una gran variedad de materia vegetal y animal, como frutos, semillas, hojas además de un gran espectro de invertebrados y pequeños vertebrados como culebras, lagartijas, pequeños mamíferos y ocasionalmente pequeñas aves.

### Reproducción

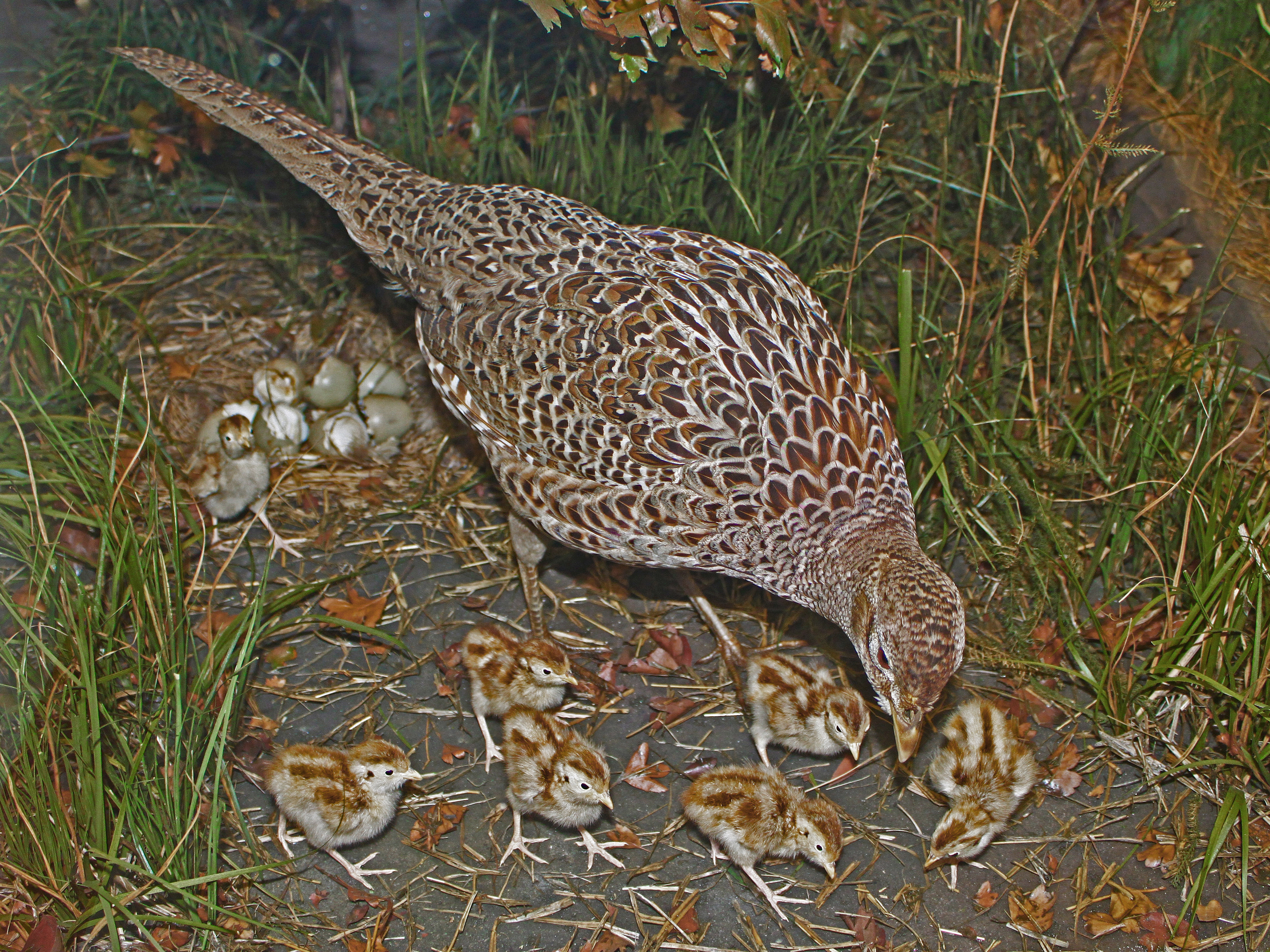
Hembra con sus polluelos recién eclosionados.

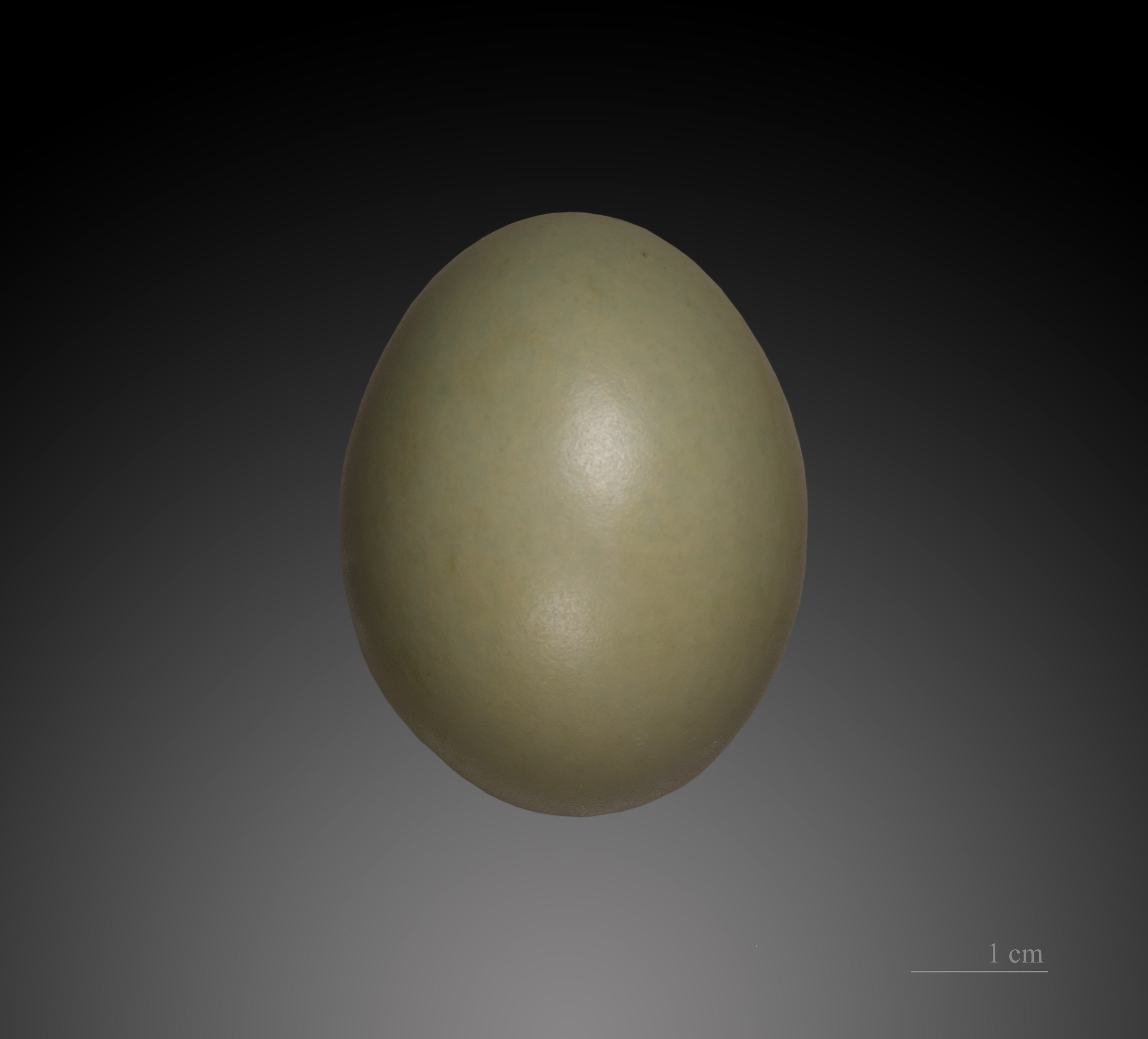
Huevo de Phasianus colchicus

Los machos practican la poliginia como es típico en Phasianidae, y con frecuencia van acompañados de su harén de varias hembras. Los faisanes machos suelen tener entre seis o diez hembras, comenzando el periodo de celo a mediados del mes de marzo, durante el cual los machos pelean entre sí por la posesión y control de las hembras de la bandada. 
Esta especie anida en el suelo entre abril y junio. Suelen anidar en los márgenes de los bosques, prados o campos donde habitan. La puesta suele constar diez huevos. La hembra pone un huevo cada dos días, terminando la puesta en el mes de mayo, teniendo lugar la primera eclosión en el mes de junio. Si la primera nidada es destruida por algún motivo, suele tener lugar una segunda puesta pero el número de huevos es significativamente menor que en la primera. La incubación dura entre veintitrés y veintiséis días. 
Sus pollos son nidífugos y permanecen junto a la hembra durante varias semanas. Una vez que los polluelos han salido del huevo, los pequeños faisanes son capaces de seguir a su madre y a los veinte días pueden encaramarse a los árboles. La primera muda tiene lugar después que los pequeños han cumplido los dos meses de vida, en el mes de septiembre y, tras este cambio, los polluelos ostentan ya el plumaje de su sexo.

## Distribución y hábitat

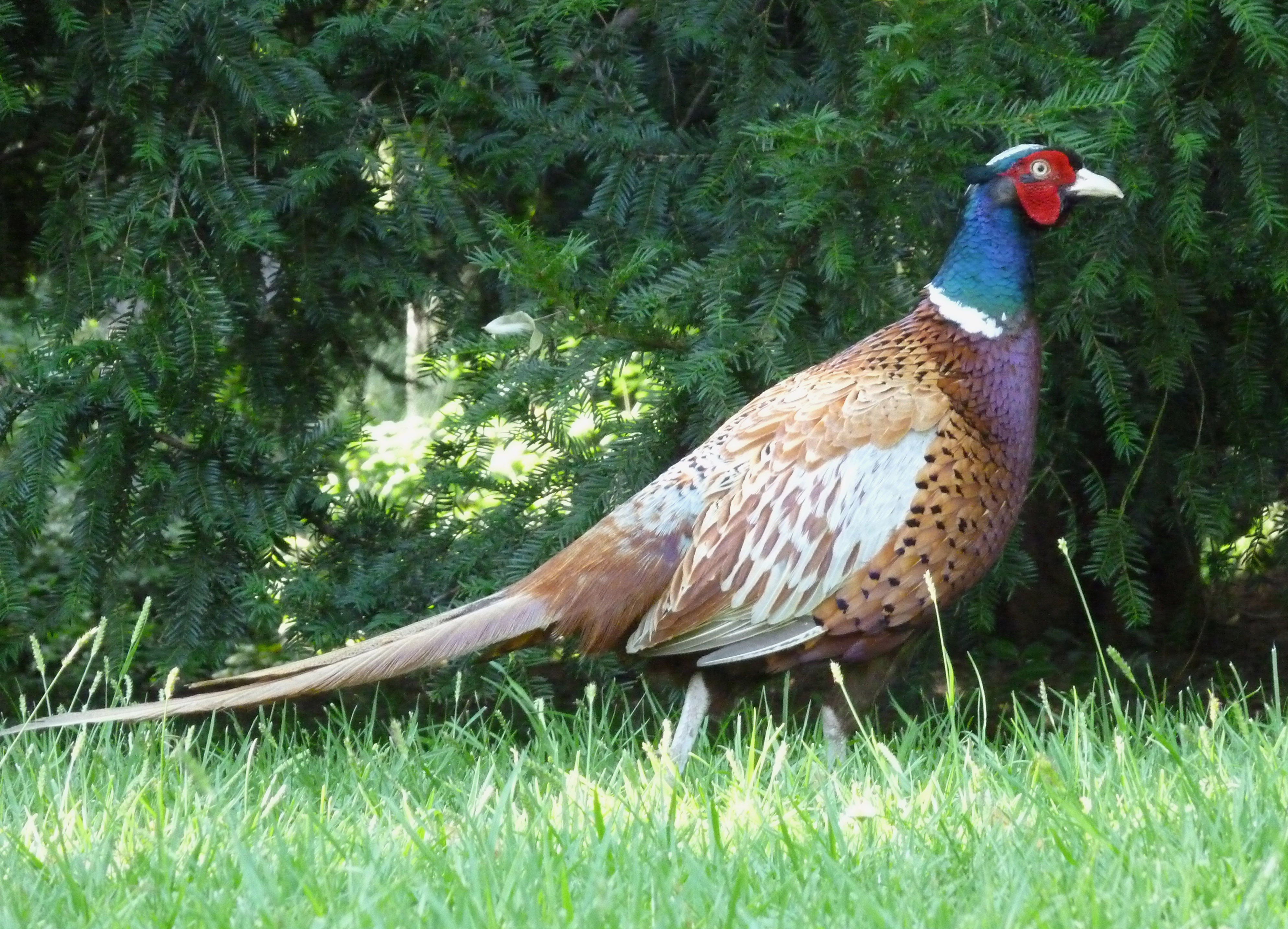
Además de para la caza, también se crían como aves ornamentales para parques y jardines. Ejemplar en el Campo del Moro, Madrid.

El faisán común es nativo de Asia. Su área de distribución original se extiende desde el mar Negro y el Caspio hasta China, el extremo suroriental de Siberia, Corea y Taiwán. Su hábitat natural son los herbazales cercanos a estanques o cursos de agua, que cuenten con arboledas adyacentes. También pueden vivir en los campos de cultivo que linden con los bosques. Las tierras de labor demasiado despejadas no pueden sustertarles por mucho tiempo.
El faisán común se ha extendido por gran parte del Holártico debido a su interés como especie cinegética y la facilidad con que se cría en cautividad. Forma parte de la fauna europea desde que se empezó a introducir en tiempos del Imperio romano, y sus poblaciones han sido ayudadas por sucesivas reintroducciones. Las introducciones en el Hemisferio sur generalmente no han tenido éxito salvo en los lugares donde los galliformes locales, o sus equivalentes ecológicos, son escasos o no existen como en Australia, Tasmania, Nueva Zelanda, el archipiélago de Hawái y Santa Elena, o bien en climas muy similares al original como en la zona sur de Chile.
Los faisanes estaban naturalizados en las islas británicas alrededor del siglo X, tanto por introducciones de los romanos como de los normandos, pero desaparecieron de la mayoría de las islas alrededor del siglo XVII. En la década de 1830 fueron redescubiertas como trofeo cinegético por los británicos y desde entonces se han introducido unos 30 millones de faisanes procedentes de criaderos. Los faisanes comunes fueron introducidos en Norteamérica en 1881, y consiguieron asentarse con éxito a lo largo de las Montañas Rocosas, el Medio Oeste, y las Grandes Planicies, además de Canadá y México. 
El faisán común ha sido introducido en los siguientes países:
Albania, Alemania, Argelia, Andorra, Australia, Austria, Bahamas, Bielorrusia, Bélgica, Bosnia-Herzegovina, Canadá, Chile, Chipre, Croacia, Cuba, Chequia, Dinamarca, Eslovaquia, Eslovenia, España, Estados Unidos, Estonia, Finlandia, Francia, Grecia, Hungría, Irlanda, Italia, Japón, Letonia, Líbano, Liechtenstein, Lituania, Luxemburgo, Macedonia del Norte, Marruecos, México, Moldavia, Montenegro, Noruega, Nueva Zelanda, Países Bajos, Perú, Polonia, Portugal, Puerto Rico, Reino Unido, Rumanía, Santa Helena, Serbia, Suecia, Suiza, Ucrania.

## Relación con el hombre

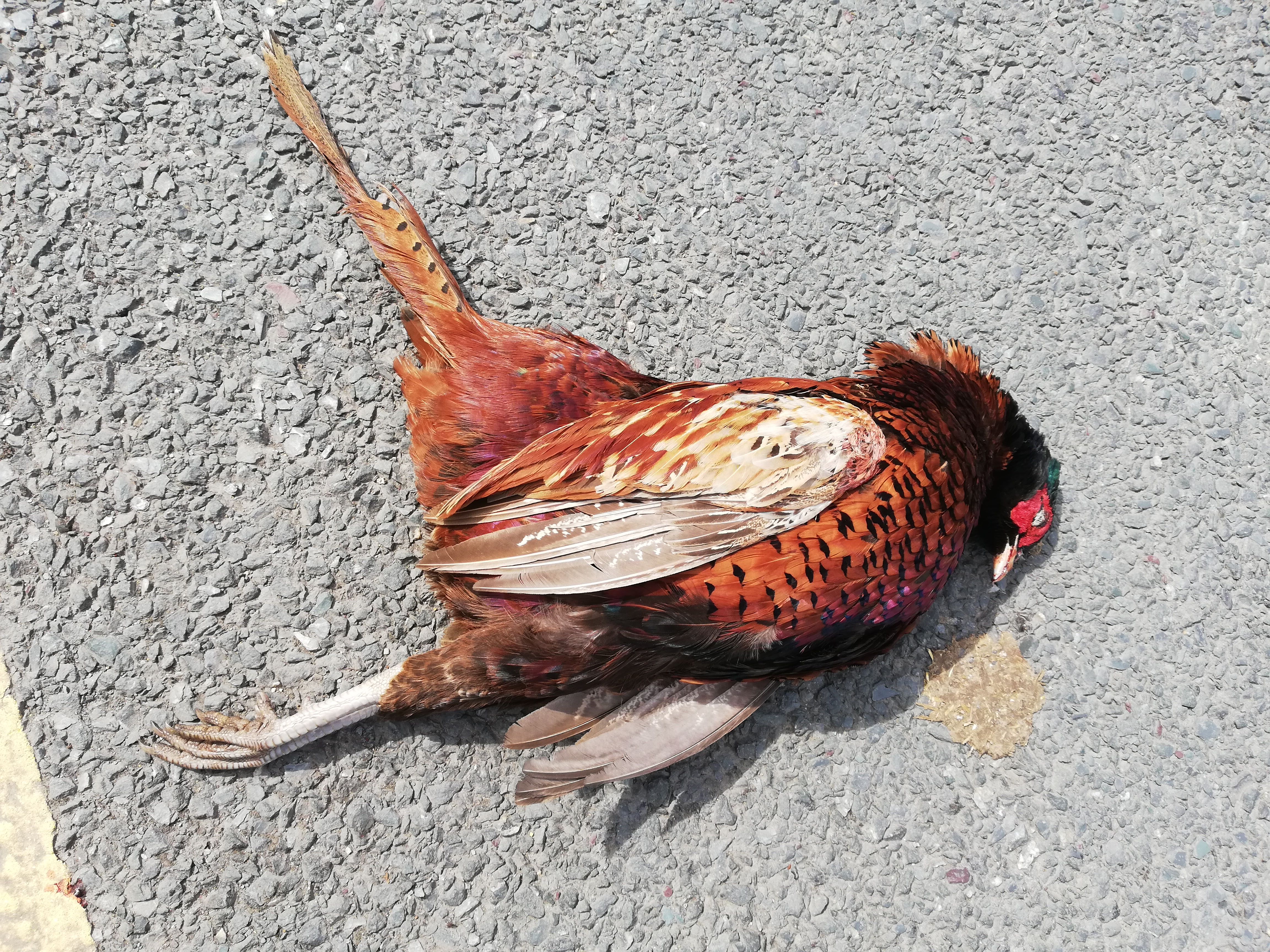
Faisán atropellado.

El ser humano aprovecha esta ave para el consumo de su carne y sus huevos. Debido a la dificultad para poder criarlos (tal como se haría con los pollos) se considera una exquisitez gastronómica.